# Финч-Хэттон, Джордж, 10-й граф Уинчилси
Джордж Уильям Финч-Хэттон, 10-й граф Уинчилси, 5-й граф Ноттингем (19 мая 1791, Кирби-Холл — 8 января 1858, Хаверхольм, Линкольншир) был английским политиком, известным дуэлью с тогдашним премьер-министром Артуром Уэлсли, 1-м герцогом Веллингтоном.

## Ранние годы
Хэттон, родившийся в Кирби-Холле, Нортгемптоншир, 19 мая 1791 года, был внуком Эдварда Финч-Хаттона и сыном Джорджа Финч-Хаттона (1747—1823) из Истуэлл-Парка, недалеко от Эшфорда, Кент, члена парламента от Рочестера в 1772-84 гг., и его жены, на которой он женился в 1785 году, леди Элизабет Мюррей, старшей дочери Дэвида Мюррея, 2-го графа Мэнсфилда. Она умерла 1 июня 1825 года.
Джордж Уильям, их старший сын, получил образование в школе Вестминстер и колледже Христа в Кембридже, где он получил степень бакалавра в 1812 году. 13 октября 1809 года он стал капитаном в Эшфордском полку кентской местной милиции, 14 декабря 1819 года начал исполнять обязанности лейтенанта Нортгемптонширского полка, а 7 сентября 1820 года был назначен заместителем лейтенанта в графстве Кент. После того, как 2 августа 1826 года умер его двоюродный брат, Джордж Финч, 9-й граф Уинчилси, четвёртый граф Ноттингем, Джордж Уильям унаследовал от него эти титулы.

## Палата лордов
10 октября 1828 года он председательствовал на очень большом и влиятельном собрании, состоявшемся в Пененден-Хит, штат Кент, на котором были приняты сформулированные в категоричных выражениях решения в пользу протестантизма. На своем посту в Палате лордов он яростно выступал против почти всех предлагаемых либеральных мер. Он выделялся как почти единственный английский дворянин, который был готов идентифицировать себя с ирландской партией оранжистов. Он часто яростно обличал Даниэла О’Коннелла и систему образования, проводимую в колледже Святого Патрика в Мэйнуте.
Иногда он участвовал в майских собраниях в Эксетер-Холле, но его несдержанный язык мешал ему стать политическим лидером евангелистов. Он исключительно враждебно встретил билль об эмансипации католиков 1829 года, что в конечном итоге привело к дуэли с герцогом Веллингтоном. Лорд Уинчилси в письме секретарю Королевского колледжа Лондона писал, что герцог «под маской радения о протестантской религии воплотил в жизнь коварный замысел по ущемлению наших свобод и введению папства во всех уголках нашего государства». Герцог ответил вызовом на дуэль. Она состоялась в Баттерси-Филдс (ныне Баттерси-Парк) 21 марта 1829 года. Секундантом герцога был сэр Генри Гардиндж, а его противника — Эдвард Боскауэн, 4-й виконт Фалмут. Герцог Веллингтон выстрелил и промахнулся; он утверждал, что сделал это нарочно. Тем не менее, герцог был известен как плохой стрелок, и мнения о том, промахнулся он нарочно или нет, расходятся. Уинчилси не поднял руку по команде открыть огонь, а затем совершенно сознательно выстрелил вверх. Затем он извинился за тон своего письма. Уинчилси и Фалмут почти наверняка заранее договорились о своих действиях, поскольку письмо с извинениями уже было подготовлено.
Он очень часто произносил речи в палате лордов и решительно выступал против билля о реформе и других предложений вигов. 20 декабря 1830 года он был назначен подполковником и командующим Королевскими йоменами Восточного Кента, 26 сентября 1831 года назначен заместителем лейтенанта в графстве Линкольн, а 10 июня 1834 года в Оксфорде получил степень доктора гражданского права.

## Личная жизнь
Уинчилси был женат трижды:
1. Джорджиана Шарлотта, 26 июля 1814 года. Старшая дочь Джеймса Грэма, 3-го герцога Монтроуза[англ.]. Умерла в монастыре Хаверхольм 13 февраля 1835 года. Дети
  1. Джордж Финч-Хэттон, 11-й граф Уинчилси (1815—1887)
  2. Леди Кэролайн Финч-Хэттон (прим. 1817—1888)
2. Эмили Джорджиана, 15 февраля 1837 года. Вторая дочь сэра Чарльза Бэгота[англ.], кавалера Ордена Бани. Умерла в монастыре Хаверхольм 10 июля 1848 года.
3. Фанни Маргаретта, 17 октября 1849 года. Старшая дочь Эдварда Ройда Райса[англ.]. Умерла 26 апреля 1909 года. Дети:
  1. Леди Эвелин Джорджиана Финч-Хэттон (?-1932)
  2. Мюррей Финч-Хэттон, 12-й граф Уинчилси (1851—1898)
  3. Генри Финч-Хэттон, 13-й граф Уинчилси (1852—1927)
  4. Гарольд Финч-Хэттон[англ.] (1856—1904)

Он умер в монастыре Хаверхольм, около Слифорда, Линкольншир, 8 января 1858 года.

## Влияние
Он был автором брошюры под названием «Письмо графа Уинчилси в „Таймс“, призывающее протестантов Великобритании, объединив души и сердца, обратиться к монарху с просьбой распустить парламент», 1851 год.